# Tiroteo en la manifestación de Kenosha
El tiroteo en los disturbios de Kenosha tuvo lugar en la noche del 25 de agosto de 2020, durante las protestas conocidas como Black Lives Matter en Kenosha, Wisconsin. Kyle Rittenhouse, un joven de 17 años de Antioch, Illinois, disparó a dos hombres e hirió a otro en el brazo durante los enfrentamientos, que acabó en la muerte de dos de ellos. El joven, armado con un fusil semiautomático AR-15, disparó sobre los manifestantes, algunos de los cuales también estaban armados. Rittenhouse alegó posteriormente que estaba allí para proteger una empresa de coches. Rittenhouse fue detenido y acusado de homicidio y tenencia ilegal de armas de fuego. Sus abogados alegaron legítima defensa. La polémica por los hechos se polarizó en los medios de comunicación. El juicio de Rittenhouse comenzó el 1 de noviembre de 2021, en Kenosha. Rittenhouse fue declarado no culpable de todas las acusaciones el 19 de noviembre de 2021.

## Historia
En 23 de agosto de 2020, la policía de Kenosha recibió un aviso sobre un altercado con violencia en un domicilio y acudió a la zona. Allí se encontraba Jacob Blake, un hombre afroamericano contra el que se tenía una orden de arresto emitida el 6 de julio de 2020, relacionada con cargos de agresión sexual en tercer grado, allanamiento y alteración del orden público, en relación con la violencia de género. Jacob Blake se resistió al arresto, con actitud violenta hacia los policías, y se dirigió hacia su coche en busca del puñal que guardaba en su interior. Ignorando las órdenes de la policía, trató de acceder al vehículo, momento en el que recibió varios disparos de uno de los agentes de Kenosha. Tras su muerte, hubo protestas y disturbios similares al Black Lives Matter, con marchas, daños materiales, incendios intencionados y enfrentamientos con la policía.
Semanas antes, en respuesta a las protestas por la muerte de George Floyd, el exconcejal de Kenosha, Kevin Mathewson, anunció la formación de una milicia armada a la que él llamó Guardia de Kenosha. El 25 de agosto, hizo una llamada en Facebook a los "patriotas dispuestos a coger armas y defender Kenosha", llamada que recibió una gran respuesta.
Kyle Rittenhouse había expresado en las redes sociales su apoyo al Blue Lives Matter y a la aplicación estricta de la ley. En esa época, Rittenhouse vivía en Antioch, localidad a de 30 km de Kenosha. Según sus abogados, Rittenhouse y su amigo Dominick David Black acudieron al concesionario de automóviles para defenderlo, pues el día anterior había sufrido cuantiosos daños durante las protestas. En efecto, Rittenhouse fue visto conversando con policías y ofreciendo ayuda a los heridos.

## Secuencia de los hechos

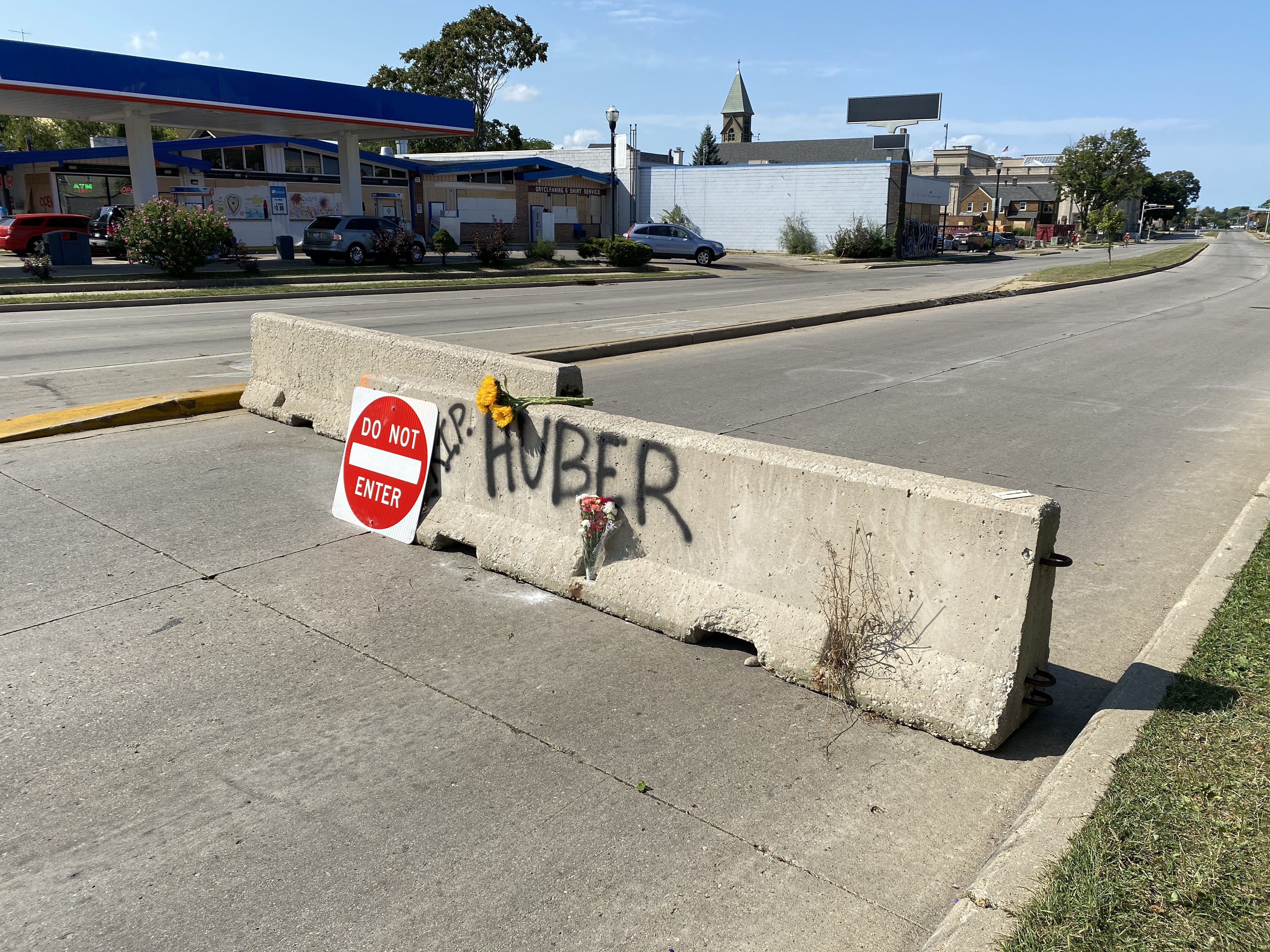
El local en la 60th con la Sheridan, donde la víctima del tiroteo Anthony Huber murió

Durante la jornada de 25 de agosto de 2020, Kenosha sufrió importantes manifestaciones y momentos de caos, con civiles armados que se enfrentaron a la policía. Uno de los tiroteos tuvo lugar antes de la medianoche, en el largo de Sheridan Road, en Kenosha, cuando los manifestantes fueron obligados a abandonar el Civic Center Park.
De acuerdo con los alegatos fiscales del condado de Kenosha, el primer incidente fue el enfrentamiento entre Rosenbaum, que iba desarmado, y Rittenhouse. El primero se abalanzó sobre el segundo para quitarle el rifle, arguyendo la fiscalía que Rittenhouse logró evitarlo. A continuación, Rittenhouse disparó cuatro tiros sobre Rosenbaum, que atravesaron el costado, la espalda y la mano izquierda. Las balas fracturaron la pelvis de Rosenbaum, perforando su pulmón derecho e hígado y causando heridas adicionales en su muslo izquierdo. Un testigo llamado McGinniss comenzó a administrar primeros auxilios a Rosenbaum, mientras Rittenhouse escapaba de la zona en dirección a la línea que había establecido la policía calle abajo. Minutos más tarde, Rosenbaum falleció en el lugar de los hechos.
Rittenhouse testificó en el juicio que Rosenbaum le había amenazado con matarlo. Imágenes infrarrojas obtenidas por el FBI desde un dron captaron el tiroteo de Rosenbaum y los eventos inmediatamente anteriores. Además, varios de los sucesos del enfrentamiento fueron registrados en imágenes de móviles desde distintos ángulos, incluyendo los momentos del tiroteo.

### Segundo enfrentamiento
Posteriormente Rittenhouse fue perseguido por varios manifestantes. Uno de los individuos que lo perseguía saltó sobre Rittenhouse, arrojándole al piso y braceando con él. Rittenhouse en respuesta efectúa dos disparos. El atacante posterior a los disparos se dio a la fuga. Enseguida, otro manifestante, Anthony Huber, golpeó a Rittenhouse en la cabeza con una tabla de patineta y empezó a forcejear para quitarle el arma. Rittenhouse disparó nuevamente, acertando a Huber en el pecho, perforandole el corazón y pulmón derecho, lo que le provocó la muerte instantánea.

### Tercer enfrentamiento y huida de Rittenhouse
Después del enfrentamiento de Anthony Huber, Gaige Grosskreutz al observar la situación empezó a perseguir a Rittenhouse para despojarle de su arma. Testificando que estaba cerca de Rittenhouse y que iba armado. Grosskreutz se abalanzó sobre Rittenhouse y estando en el piso le apuntó con su arma. Rittenhouse al ver esto abrió fuego en contra de Grosskreutz, resultando Grosskreutz herido en el brazo. La bala le cortó el bíceps derecho. Por lo menos 16 tiros de otras fuentes fueron oídos en vídeo durante el tiempo en que Rittenhouse estuvo en el suelo.
A continuación, Rittenhouse dirige su atención a la policía con las manos levantadas y el arma adherida a su pecho. La policía no pareció reconocer sus intenciones en principio, a pesar de que varios testigos alertaban a las autoridades que Rittenhouse estaba armado y debía ser detenido.

## Protestas
Los disturbios y saqueos bajo la justificación de manifestación antirracista continuaron diariamente hasta 29 de agosto, cuando cerca de 1.000 personas participaron de una manifestación. El presidente Donald Trump visitó Kenosha el 1 de septiembre de 2020, para ver los daños causados por la agitación y para elogiar la aplicación de la ley.

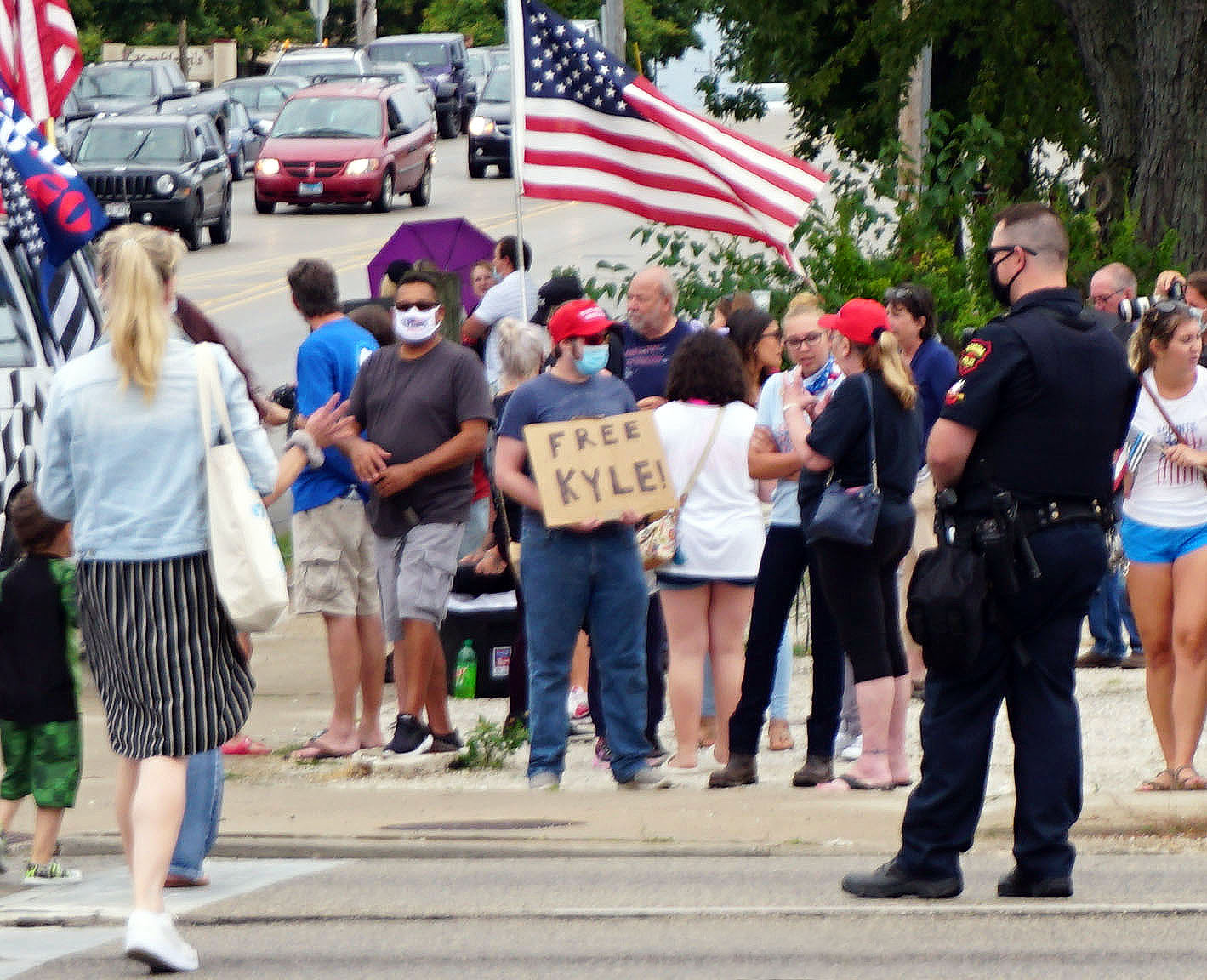
Un hombre esgrime un cartel con la leyenda "Free Kyle" durante la visita del presidente Donald Trump el 1 de septiembre de 2020.

La opinión pública se polarizó. Varios comentaristas defendieron sus acciones. Tucker Carlson culpó a las autoridades por no conseguir parar el saqueo. Sus comentarios fueron recibidos con repercusión en las redes sociales. La analista conservadora Ann Coulter y el jugador de béisbol jubilado Aubrey Huff también elogiaron Rittenhouse. En comentarios públicos, Trump mostró algún apoyo a la idea de que la Rittenhouse estaba actuando en legítima defensa. En diciembre de 2020, una colecta reunió cerca de $ 586.000 dólares en apoyo de Rittenhouse.

### Crítica
Muchos comentaristas criticaron el hecho de Rittenhouse no fuera detenido inmediatamente, a pesar de los testigos que afirmaban que él era el tirador. La American Civil Liberties Union (ACLU) pidió la renuncia del jefe de policía de Kenosha, Daniel Miskinis, y del sheriff de Kenosha, David Beth. La declaración de la ACLU argumentó que los diputados de Beth confraternizaban con "contra-manifestantes de la supremacia blanca" durante el día del tiroteo y no detuvieron al tirador. La declaración atacó a Miskinis por culpar a las víctimas en el tiroteo, cuando dijo que la violencia fue el resultado de "personas" envueltas violando el toque de queda. El alcalde de Kenosha afirmó que no pediría la renuncia del sheriff ni del jefe de policía.
Otros medios por el contrario reiteraron la intención de Rittenhouse de prestar primeros auxilios y asistencia médica para todo aquel que lo necesitara,[cita requerida] y que los disparos se produjeron en una situación de legítima defensa. Añaden asimismo que las leyes estadounidenses se basan en la racionalidad de los actos, y no en su proporcionalidad; esto es, un ciudadano norteamericano está en su derecho a portar armas por la Segunda Enmienda y a defenderse si considera que su vida corre peligro, sin considerar la proporcionalidad de esta amenaza sino su fin último.